# Amália Rodrigues in Concert
Amalia Rodrigues in Concert è una raccolta di successi della cantante Amália Rodrigues eseguiti dal vivo in alcuni suoi concerti durante la sua carriera di artista.
L'album, inciso l'11 marzo del 1970, contiene 14 canzoni ed è edito dalla Emi/Columbia con il numero di catalogo C062 – 40046.
Collaboratori di Amália Rodrigues in questo disco sono: Domingos Camarinha alla chitarra portoghese e Santos Moreira alla viola.

## Tracce
I brani dell'album sono sette per ogni lato:
Lato A
1. Una casa portoguesa - (R. Ferreira - V. M. Sequiero, A. Fonseca)
2. Nem as paredes confesso - (Max, Ferrer Tridade, Artur Ribeiro)
3. Ai Mouraria - (Amadeudo Vale, Federico Valerio)
4. Perseguicao - (Avelino de Sousa, Carlos de Maia)
5. Tudo isto é fado - (Anibal Nazarè, Fernando Carvalho)
6. Fado corrido - (Linhares Barbosa, Santos Moreira)
7. Barco negro - (Caco Velho, Piratino e C. J. Ferreira)

Lato B
1. Coimbra - (Josè Galhardo, Raul Ferrào)
2. Sabe-se la - (Silva Tavares, Federico Valèrio)
3. Tendinha - (Josè Galhardo, Raul Ferrào)
4. La vai Lisboa - (Norberto de Arauja, Raul Ferrào)
5. Que deus me perdoe - (Silva Tavares, Federico Valèrio)
6. Lisboa antiga - (Josè Galhardo, Federico Valèrio)
7. Amalia - (Josè Galhardo, Federico Valèrio)